# خانه حسن حبیبی و سعادت
خانه آقایان حسن حبیبی وسعادت مربوط به دوره قاجار است و در شیراز، خیابان لطفعلیخان زند ـ پلاک ۴ واقع شده و این اثر در تاریخ ۲۶ اردیبهشت ۱۳۵۷ با شمارهٔ ثبت ۱۵۶۰ به‌عنوان یکی از آثار ملی ایران به ثبت رسیده است.